# 阿雷海納湖

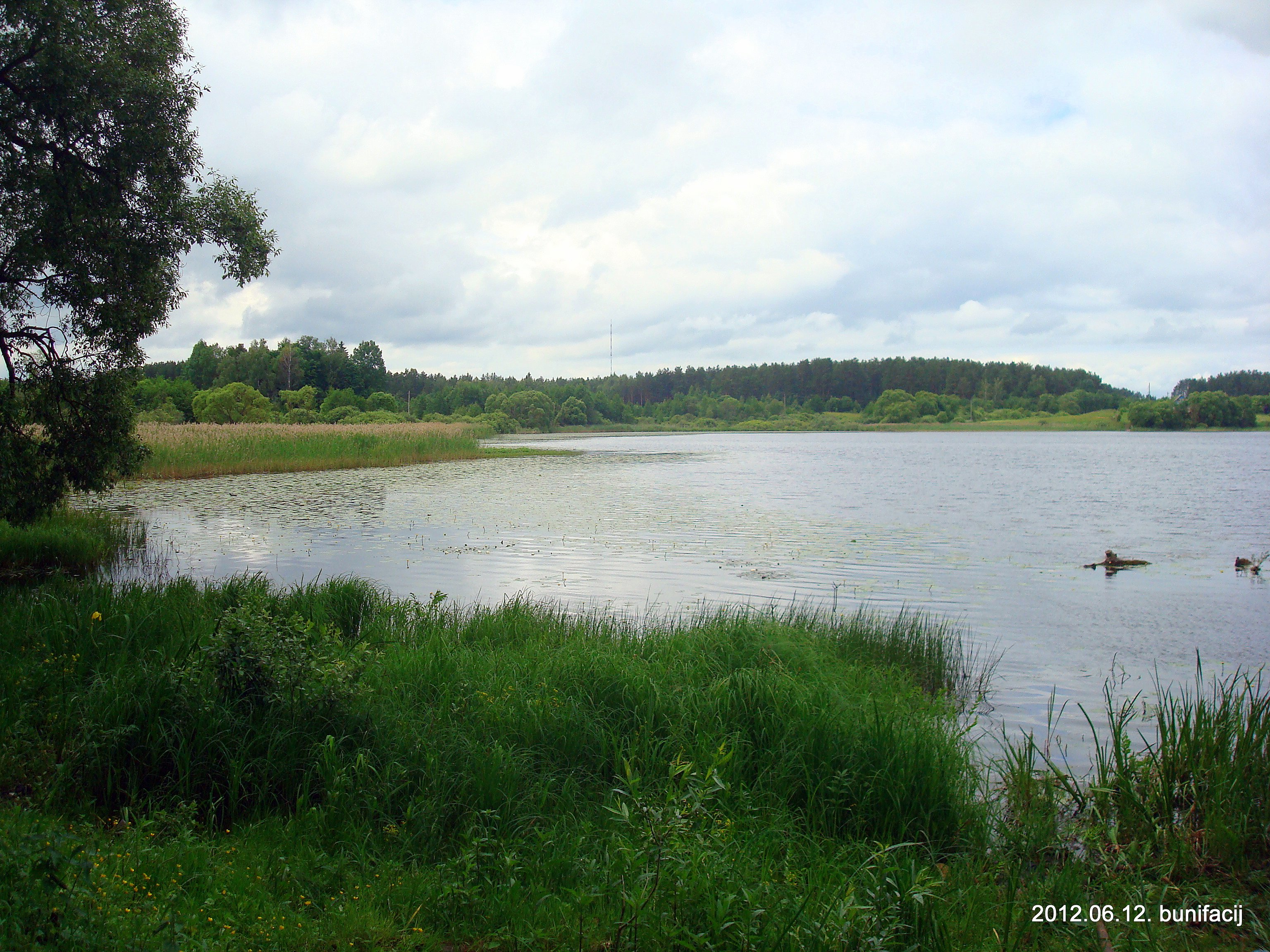
阿雷海納湖

阿雷海納湖（白俄羅斯語：Арэхаўна）是白俄羅斯的湖泊，位於烏沙奇東北5公里，由維捷布斯克州負責管轄，長0.18公里、寬0.1公里，面積0.013平方公里，湖岸線長度約0.48公里，最大水深4.4米。